# 和泉守兼定 (十一代会津兼定)
和泉守兼定（いずみのかみ かねさだ、1837年12月 - 1903年3月28日）は、会津兼定のうち11代目に相当する、江戸時代末期から明治時代にかけて活動した刀工。加茂打ちと呼ばれる明治2年から明治7年までに越後加茂にて鍛刀した作品で知られ、明治25年には皇太子に刀を献納する。銘は「陸奥国会津住兼元」「奥州会陽臣和泉守兼㝎」「会津刀匠和泉守兼㝎」「岩代国若松住和泉守兼㝎」「於新発田和泉守藤原兼㝎謹鍛」「大日本岩城国会津住兼㝎」「奥州會津住兼本」「和泉守兼定」「岩代國會津住兼定」。

## 来歴
天保8年12月に会津若松浄光寺町に友弥として生まれる。嘉永5年から会津藩に勤め、この時は刀に兼本と銘を入れる。文久3年に古川清左衛門と名乗るようになり、12月に受領名である和泉守を得る。この時銘を兼定に変更する。慶応4年8月に家督を継ぐ。明治2年9月から加茂にて鍛刀し、明治7年9月に若松に帰郷する。明治9年からは福島県に勤め、明治25年6月に皇太子に自身の打った刀を奉じる。明治36年1月に陸軍砲兵工場にある日本刀鍛錬所にて鍛刀を続けるが、3月に東京にて67歳で没する。